# Zelandomyia penthoptera
Zelandomyia penthoptera är en tvåvingeart som beskrevs av Alexander 1924. Zelandomyia penthoptera ingår i släktet Zelandomyia och familjen småharkrankar. Inga underarter finns listade i Catalogue of Life.